# Bouficha
Bouficha o Bou Ficha (àrab: بوفيشة, Bū-Fīxa) és una ciutat de Tunísia, a la governació de Sussa, situada uns 50 km al nord de Sussa, i a 18 km d'Enfidha, on properament hi haurà un aeroport internacional. Només a 14 km es troba Hammamet, el principal centre turístic del país. Es troba a la costa, i té una bona activitat turística, i està en estudi la creació d'una estació turística integrada. Pertany a la governació de Sussa i és capçalera d'una delegació. La delegació té 22.430 habitants segons el cens del 2004 i la municipalitat 8.701.

## Economia
Té una zona industrial amb forta implantació del tèxtil. Al costat de la ciutat, es troba el primer parc d'animals de Tunísia, el Friguia Park, amb animals en semillibertat en una gran extensió de terreny. Té un mercat setmanal i un festival al juliol.

## Administració
És el centre de la delegació o mutamadiyya homònima, amb codi geogràfic 31 61 (ISO 3166-2:TN-12), dividida en nou sectors o imades:
- Bouficha (31 61 51)
- Oued El Kharroub (31 61 52)
- Sidi Khalifa (31 61 53)
- Essafha (31 61 54)
- Sidi Saïd (31 61 55)
- Aïn Errahma (31 61 56)
- El Methalit (31 61 57)
- Esselloum (31 61 58)
- Sidi M’tir (31 61 59)

Al mateix temps, forma una municipalitat o baladiyya (codi geogràfic 31 21), dividida en dues circumscripcions o dàïres:
- Bouficha (31 21 11)
- El Yasmine (31 21 12)